# John Day
John Day é uma cidade localizada no estado norte-americano de Oregon, no Condado de Grant.

## Demografia
Segundo o censo norte-americano de 2000, a sua população era de 1821 habitantes.
Em 2006, foi estimada uma população de 1582, um decréscimo de 239 (-13.1%).

## Geografia
De acordo com o United States Census Bureau tem uma área de
4,9 km², dos quais 4,9 km² cobertos por terra e 0,0 km² cobertos por água. John Day localiza-se a aproximadamente 941 m acima do nível do mar.

## Localidades na vizinhança
O diagrama seguinte representa as localidades num raio de 36 km ao redor de John Day.